# Afghanistan op de Olympische Zomerspelen 2008
Afghanistan was een van de deelnemende landen aan de Olympische Zomerspelen 2008 in Peking, China van 8 tot en met 24 augustus. De spelen van 2008 waren de twaalfde keer dat het land deelnam aan de Olympische Zomerspelen. Nesar Ahmad Bahawi droeg de Afghaanse vlag tijdens de openingsceremonie.
Taekwondoka Rohullah Nikpai schreef voor zijn land geschiedenis door de allereerste olympische medaille ooit te behalen. De enige vrouw onder de deelnemers, atlete Robina Muqim Yaar, en atleet Masoud Azizi namen voor de tweede keer deel aan de Olympische Zomerspelen.

## Medailleoverzicht
| Sport     | Olympiër        | Discipline    | Medaille |
| --------- | --------------- | ------------- | -------- |
| Taekwondo | Rohullah Nikpai | tot 56 kg (m) | Brons    |

## Deelnemers en resultaten
(m) = mannen, (v) = vrouwen 

### Atletiek
| Olympiër          | Discipline | Resultaat | Prestatie            |
| ----------------- | ---------- | --------- | -------------------- |
| Masoud Azizi      | 100m (m)   | 76e       | serie 4: 8e in 11,45 |
| Robina Muqim Yaar | 100m (v)   | 85e       | serie 5: 8e in 14,80 |

### Taekwondo
| Olympiër           | Discipline | Resultaat | Prestatie |
| ------------------ | ---------- | --------- | --- |
| Rohullah Nikpai    | -58kg (m)  | Brons     | 1e ronde: W van GER Tuncat: 4-3 kwartfinale: V van MEX Perez: 1-2 herkansingen: W van GBR Harphey: 2-1 bronzen finale: W van ESP Ramos: 4-1 |
| Nesar Ahmad Bahave | -68kg (m)  | 7e        | 1e ronde: V van USA Lopez: 0-3 herkansingen: V van GER Manz: 3-4                                                                            |

Afghanistan · Albanië · Algerije · Amerikaanse Maagdeneilanden · Amerikaans-Samoa · Andorra · Angola · Antigua en Barbuda · Argentinië · Armenië · Aruba · Australië · Azerbeidzjan · Bahama's · Bahrein · Bangladesh · Barbados · België · Belize · Benin · Bermuda · Bhutan · Bolivia · Bosnië en Herzegovina · Botswana · Brazilië · Britse Maagdeneilanden · Bulgarije · Burkina Faso · Burundi · Cambodja · Canada · Centraal-Afrikaanse Republiek · Chili · China · Chinees Taipei · Colombia · Comoren · Congo-Brazzaville · Congo-Kinshasa · Cookeilanden · Costa Rica · Cuba · Cyprus · Denemarken · Djibouti · Dominica · Dominicaanse Republiek · Duitsland · Ecuador · Egypte · El Salvador · Equatoriaal-Guinea · Eritrea · Estland · Ethiopië · Fiji · Filipijnen · Finland · Frankrijk · Gabon · Gambia · Georgië · Ghana · Grenada · Griekenland · Groot-Brittannië · Guam · Guatemala · Guinee · Guinee‑Bissau · Guyana · Haïti · Honduras · Hongarije · Hongkong · Ierland · IJsland · India · Indonesië · Irak · Iran · Israël · Italië · Ivoorkust · Jamaica · Japan · Jemen · Jordanië · Kaaimaneilanden · Kaapverdië · Kameroen · Kazachstan · Kenia · Kirgizië · Kiribati · Koeweit · Kroatië · Laos · Lesotho · Letland · Libanon · Liberia · Libië · Liechtenstein · Litouwen · Luxemburg · Macedonië · Madagaskar · Malawi · Malediven · Maleisië · Mali · Malta · Marshalleilanden · Marokko · Mauritanië · Mauritius · Mexico · Micronesië · Moldavië · Monaco · Mongolië · Montenegro · Mozambique · Myanmar · Namibië · Nauru · Nederland · Nederlandse Antillen · Nepal · Nicaragua · Nieuw-Zeeland · Niger · Nigeria · Noord-Korea · Noorwegen · Oeganda · Oekraïne · Oezbekistan · Oman · Oostenrijk · Oost‑Timor · Pakistan · Palau · Palestina · Panama · Papoea-Nieuw-Guinea · Paraguay · Peru · Polen · Portugal · Puerto Rico · Qatar · Roemenië · Rusland · Rwanda · Saint Kitts en Nevis · Saint Lucia · Saint Vincent en Grenadines · Salomonseilanden · Samoa · San Marino · Sao Tomé en Principe · Saoedi-Arabië · Senegal · Servië · Seychellen · Sierra Leone · Singapore · Slovenië · Slowakije · Soedan · Somalië · Spanje · Sri Lanka · Suriname · Swaziland · Syrië · Tadzjikistan · Tanzania · Thailand · Togo · Tonga · Trinidad en Tobago · Tsjaad · Tsjechië · Tunesië · Turkije · Turkmenistan · Tuvalu · Uruguay · Vanuatu · Venezuela · Verenigde Arabische Emiraten · Verenigde Staten · Vietnam · Wit-Rusland · Zambia · Zimbabwe · Zuid-Afrika · Zuid-Korea · Zweden · Zwitserland
Uitgesloten van deelname: Brunei